# Enrique Moreno Rubí
Enrique Moreno y Rubí (Madrid, 1847-Guadalajara, 1882) fue un pintor español.

## Biografía
Pintor de historia, nació en Madrid en 1847. Fue discípulo de Carlos Esquivel y de la Academia de Nobles Artes de San Fernando, en cuyas clases obtuvo diferentes premios.
En las Exposiciones Nacionales celebradas en Madrid en 1862 y 1864 presentó Un trabajador y El sueño de Santa Perpetua en la prisión, obteniendo por este último cuadro mención honorífica. Igual distinción obtuvo en 1866 por un lienzo que representaba a Jesucristo mostrándose a sus discípulos en Galilea para mandarles predicar el Evangelio.
En 1869 terminó un lienzo alegórico a  la Revolución de septiembre de 1868, elogiado en varios periódicos. En 1870 pintó con Julián Martínez un cuadro representando La batalla de Wisemburgo. En la Exposición de 1871 presentó La enferma del corazón y Un estudio. Poco más tarde adquirió notoriedad política con motivo de su cuadro Últimos momentos del infortunado Guillen, por haber sido mandado retirar por el Gobierno de un comercio de la calle de la Montera donde estaba expuesto, el autor sería procesado. Moreno, que también se habría dedicado a la fotografía, fue profesor de dibujo de adorno en el Instituto de San Isidro. En la Exposición Nacional de 1878 expuso La paz que siguió a la campaña de África.
Falleció en Guadalajara en los primeros días de agosto de 1882.